# Aurélien Fontenoy
Pour les articles homonymes, voir Fontenoy.
 (septembre 2018).
Si vous disposez d'ouvrages ou d'articles de référence ou si vous connaissez des sites web de qualité traitant du thème abordé ici, merci de compléter l'article en donnant les références utiles à sa vérifiabilité et en les liant à la section « Notes et références ».
Aurélien Fontenoy, né le 11 décembre 1989 à Longjumeau, est un pilote de VTT trial français. 
Il commence sa discipline à l'âge de huit ans puis enchaîne les titres : trois fois champion du monde junior, deux fois champion d'Europe junior et trois fois vice-champion du monde senior. 
Il est également connu pour sa chaîne YouTube, sur laquelle il décrit son métier, donne des conseils techniques et réalise des défis.[pertinence contestée]

## Palmarès
- Rotorua 2006
  -  Champion du monde du trial 30 pouces juniors
  -  Champion du monde du vtt trial par équipes
  -  Médaillé d'argent du trial 20 pouces juniors
- Fort William 2007
  -  Champion du monde du trial 26 pouces juniors
  -  Champion du monde du trial 20 pouces juniors
  -  Médaillé d'argent du trial par équipes
- Canberra 2009
  -  Médaillé d'argent du trial par équipes
- Mont Sainte-Anne 2010
  -  Médaillé d'argent du trial par équipes
  - 8e du trial 20 pouces
- Champéry 2011
  - 6e du trial 26 pouces
- Saalfelden Leogang 2012
  -  Médaillé d'argent du trial 26 pouces
- Pietermaritzburg 2013
  -  Médaillé d'argent du trial 20 pouces
  -  Médaillé d'argent du trial par équipes
- Lillehammer-Hafjell 2014
  -  Médaillé d'argent du trial 26 pouces
  -  Médaillé d'argent du trial par équipes